# U-Bahn-Station Volkstheater
Volkstheater is een metrostation in het district Innere Stadt van de Oostenrijkse hoofdstad Wenen. Het station werd geopend op 8 oktober 1966 en wordt bediend door de lijnen U2 en U3.

## Pre metro
Het station werd op 8 oktober 1966 geopend als een van de vier in de tramtunnel onder de zogeheten Lastenstraße. De tunnel werd aangelegd tussen november 1963 en oktober 1966 om het autoverkeer meer ruimte te geven. Het station werd geopend onder de naam Burggasse onder de Museumstraße ter hoogte van de Burggasse en de Bellariastraße. Destijds werden de perrons versprongen aangelegd omdat de reizigers geacht werden ondergronds over te steken in plaats van bovengronds over de Museumstraße. Omdat er direct onder de straat zonder tussenverdieping gebouwd is werd in de tunnel een overweg tussen de perrons gemaakt die, om veiligheidsredenen, voor de stilstaande trams moest liggen. Deze overweg werd later weggehaald en vervangen door het bord: “Das überschreiten der Gleise ist verboten”. 

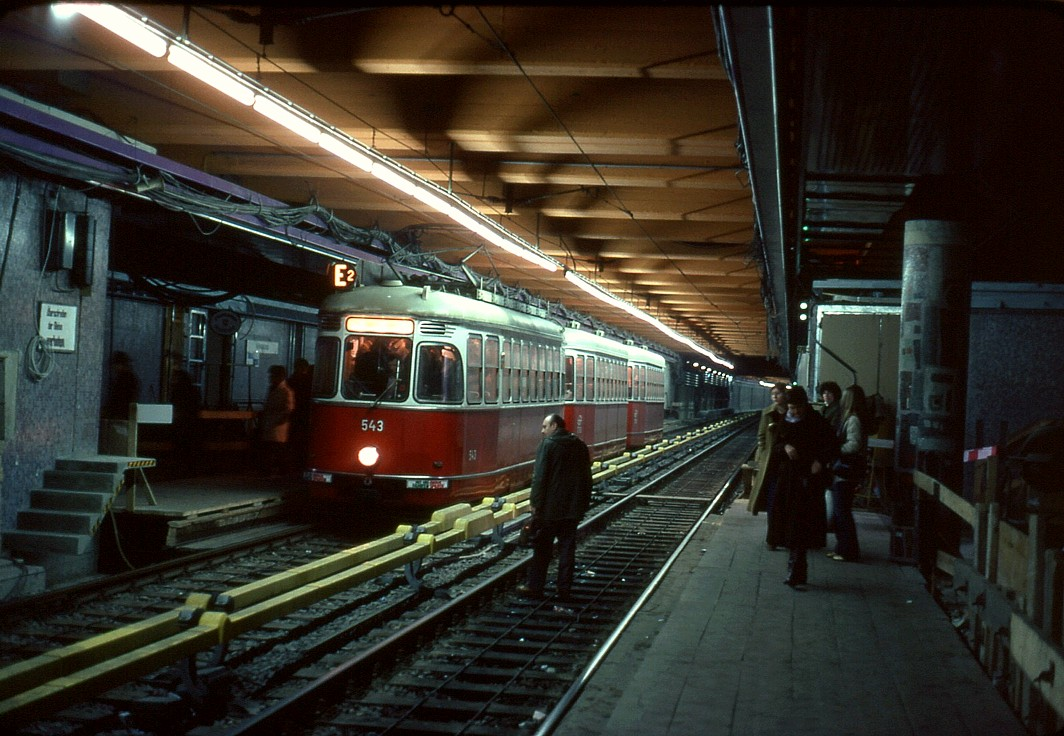
Het station op 10 maart 1980 tijdens de ombouw tot metro.
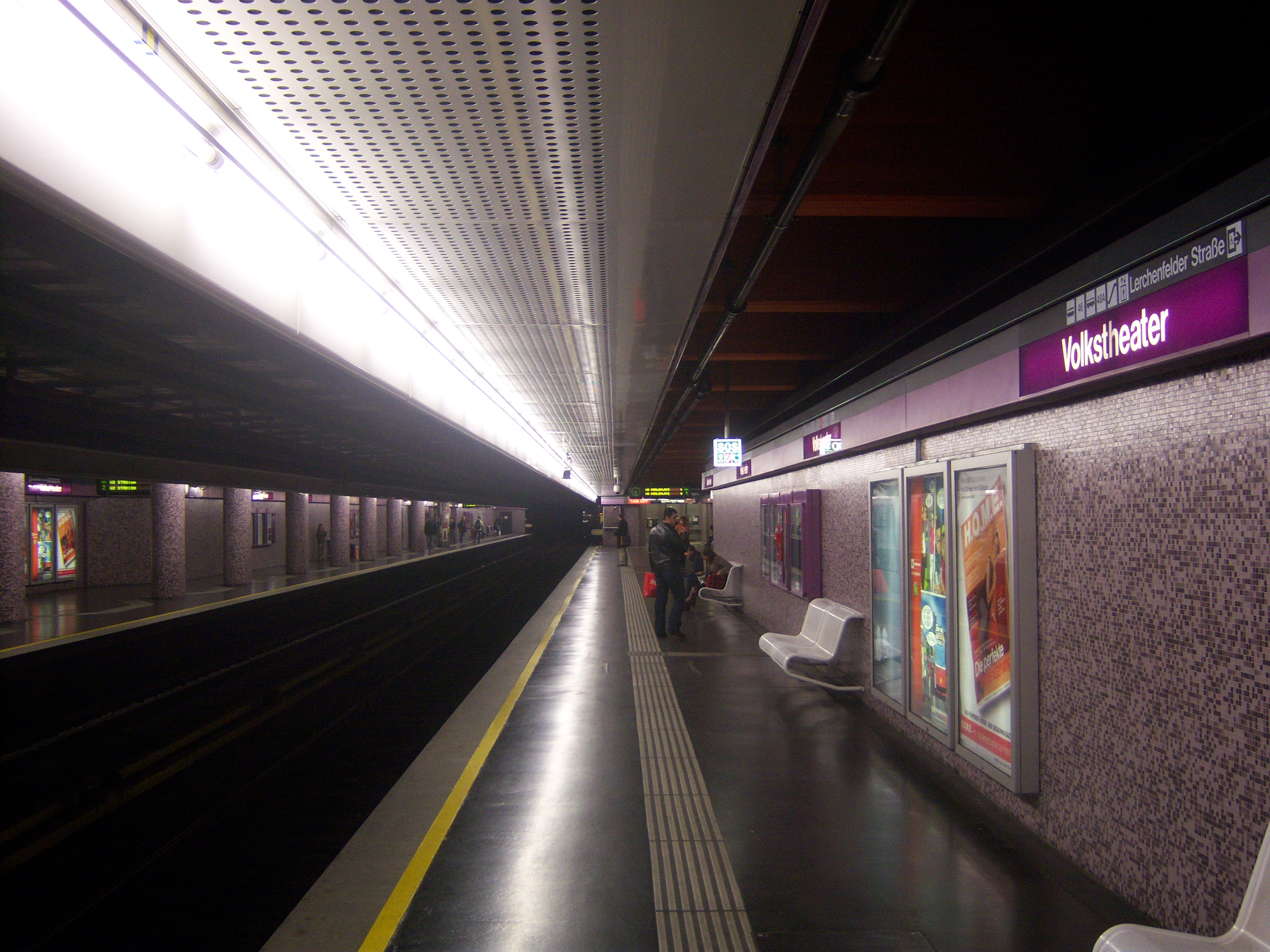
De zijperrons op het bovenste niveau
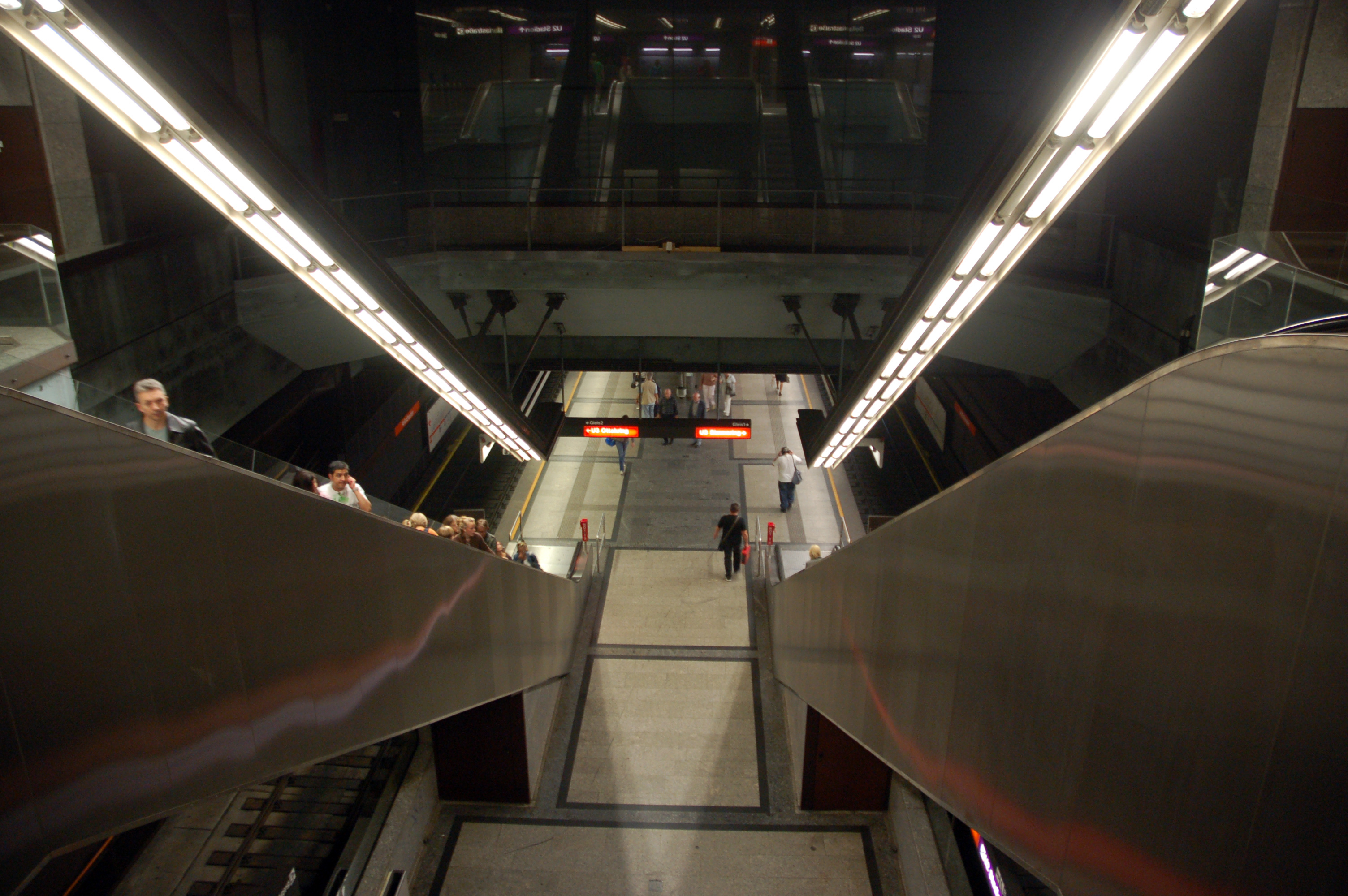
De roltrappen naar het eilandperron

## Metro
Op 26 januari 1968 besloot de gemeenteraad om een metronet aan te leggen waarin Burggasse een kruisingsstation zou worden tussen de U2 en U3. Om verwarring met het Stadtbahnstation Burggasse-Stadthalle te voorkomen werd het station in het metroplan Bellaria genoemd. De U3 zou ten westen van Bellaria splitsen in een noordtak en een zuidtak terwijl de Lastenstraßetunnel onderdeel van de U2 zou worden. De tramtunnel werd in 1979 en 1980 omgebouwd tot metro hetgeen werd afgerond met het staken van de tramdienst eind juni 1980. Vervolgens werden de perrons 70 cm verhoogd om ook die geschikt te maken voor de metro. Op 30 augustus 1980 ging de metrodienst op lijn U2 van start, al was dat vanwege de korte perrons met vier baks in plaats van zes baks metro's. Het station werd heropend met de naam Volkstheater. U3 was geen onderdeel van de eerste bouwfase en toen in 1981 de bouw van start ging was afgestapt van het vertakken van lijnen. Het eilandperron voor de U3 werd, net als eerder de tramtunnel, in een kuip gebouwd uiteraard dieper dan de tramtunnel. De kuip werd boven de sporen opgesierd met het kunstwerk Werden der Natur van kunstenaar Anton Lehmden. Op 6 april 1991 werd Volkstheater het westelijke eindpunt van U3 Vanaf 1985 werd gewerkt aan de zuidtak ten westen van Volkstheater en op 4 september 1993 kon worden doorgereden tot Westbahnhof. In verband met de verlenging van van de U2 naar de oostoever van de Donau werden de perrons van de U2 in 2002 alsnog langer gemaakt om zes baks metro's te kunnen inzetten. In 2014 werd het plan “Linienkreuz U2xU5” gepresenteerd gepresenteerd met de U5 als eerste automatische metro van Wenen. De route van de U2 zal worden gewijzigd en de Lastenstraßetunnel zal het initiële deel van de U5 worden. De perrons moesten voor de automatische metro worden voorzien van perrondeuren en daarom was het oude deel van het station tussen 28 mei 2021 en 6 december 2024 gesloten voor de ombouw. Sindsdien rijdt de U2, in afwachting van de opening van de U5, weer door de Lastenstraßetunnel van en naar Karlsplatz.   

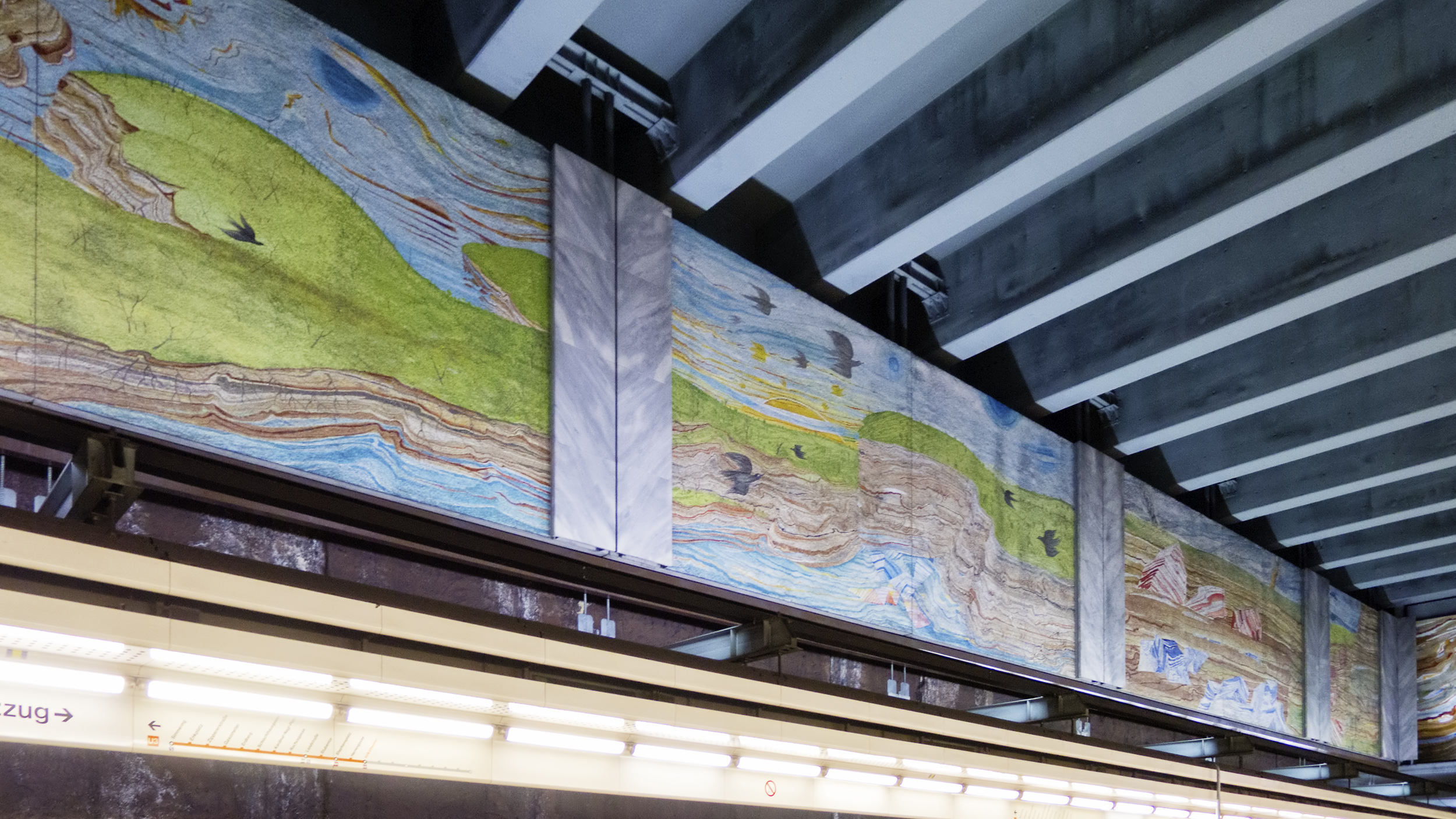
De zuidwand van Werden der Natur
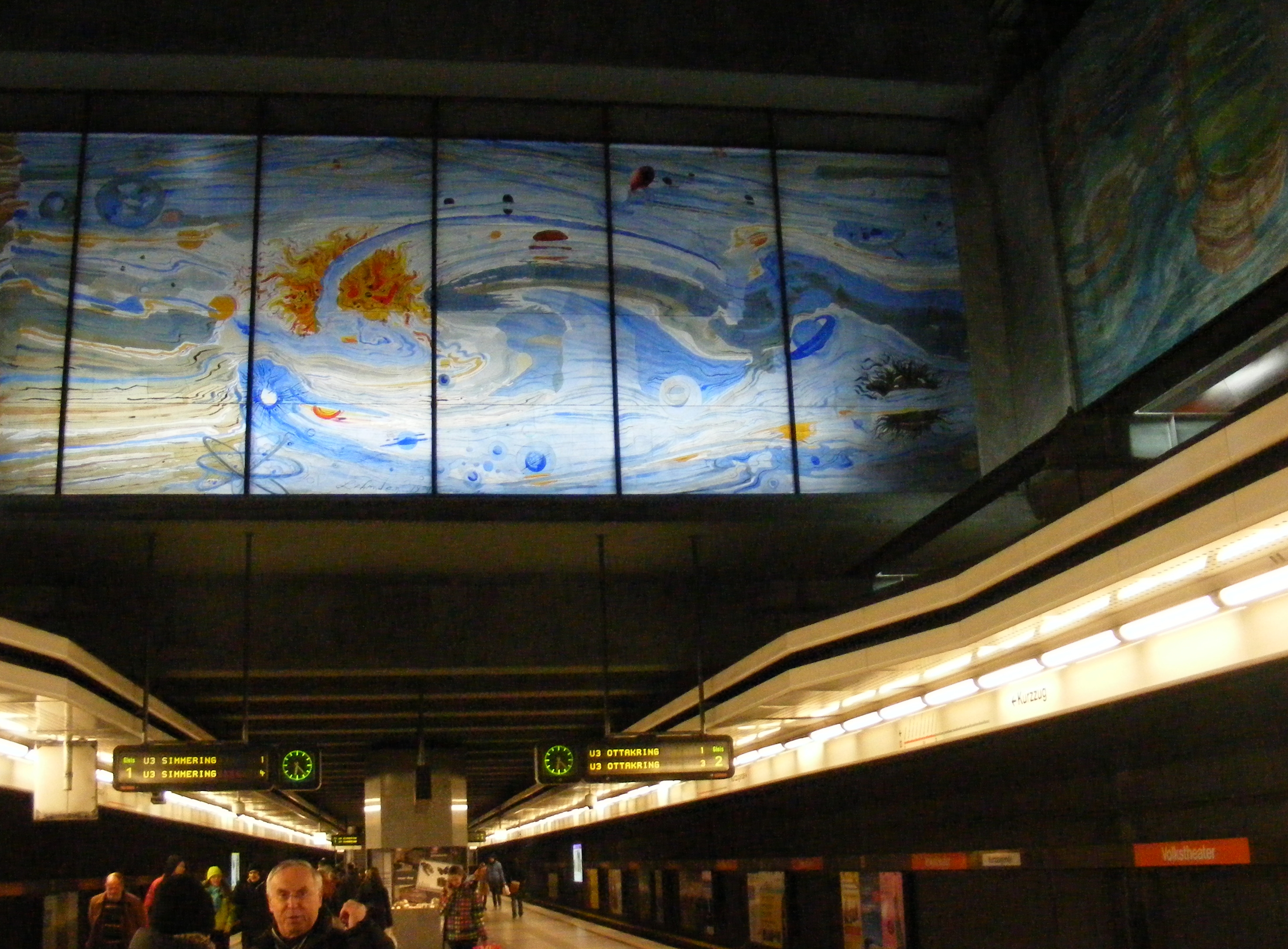
De oerknal aan de westkant van de kuip
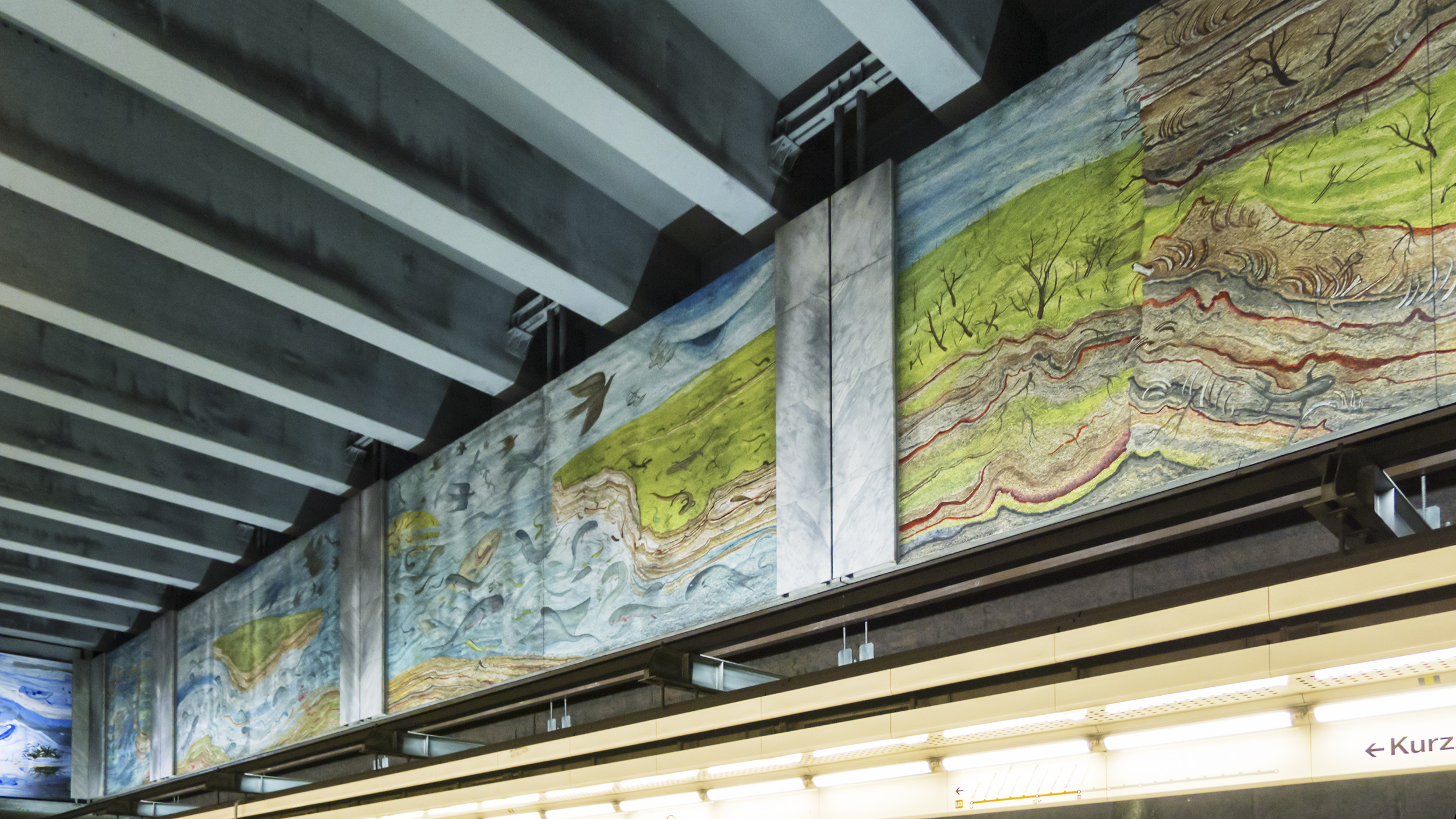
De noordwand van Werden der Natur